# Passi furtivi in una notte boia
Passi furtivi in una notte boia - Zelmaide è un film del 1976 diretto da Vincenzo Rigo e tratto dal romanzo di Giorgio Santi Zelmaide, un colpo in tre atti. La pellicola è interpretata da Walter Chiari, Carmen Villani e Gianni Cavina.

## Trama
A Castello di Imola, la cameriera Ida (alias Zelmaide) serve presso il Bar Ranieri con la speranza di diventarne presto la proprietaria. Le sue entrate, però, sono limitate e anche quelle del fidanzato amante Pompeo Piretti, tecnico della SIP, sono insufficienti per realizzare il sogno. Per questo i due sono allettati dal piano del geometra Marchesi per svaligiare la banca locale. Nel frattempo, anche il ragioniere Evaristo Dolci predispone un piano analogo, ricorrendo però a Pasquale Licata, che svela tutto al maresciallo dei Carabinieri, il quale inizia una stretta sorveglianza con microspie e pedinamenti. Nonostante la assoluta incapacità di Marchesi, la doppia operazione favorisce la banda di Ida grazie alla prontezza di Piretti. Il trio riesce a portare a termine il colpo appropriandosi di una grossa somma di denaro, mezzo miliardo di lire, e facendo finire nelle maglie della giustizia la banda rivale. Ida, che si rivela essere il cervello e il capo della banda, riesce a comprare l'albergo e il bar che assumono il nome di Zelmaide. Quando Ida e il geometra Marchesi prospettano la possibilità di ripetere il colpo, il Piretti prende il largo per paura.

## Produzione
Gli esterni del film sono stati girati nel centro storico di Riolo Terme (RA), di cui si riconosce la rocca medievale.